# KH-11

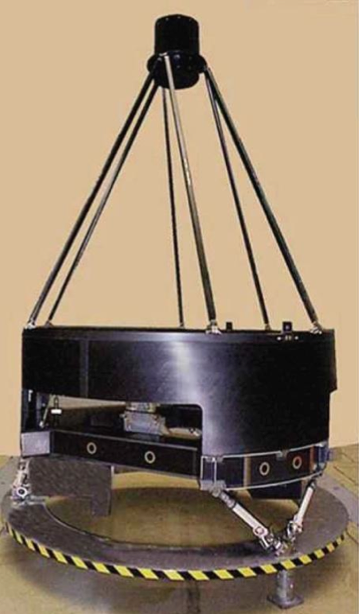
KH-11

KH-11은 미국 국가정찰국의 정찰위성이다. 암호명 1010, Crystal, Kennan으로도 불렸다.
일반에게는 1976년부터 1990년 사이에 사용되었고 지금도 사용중인 키홀 위성이라고 알려져 있다. KH는 Key Hole 의 약자이다. 캘리포니아주 서니배일에 위치한 록히드 마틴의 제품이다.
KH-11은 실시간 정찰이 가능한 디지털 광학 이미지를 사용하는 미국 최초의 정찰위성이다.

## 역사
1976년부터 1990년까지 타이탄 3D, 타이탄 34D 로켓에 의해 9번 또는 10번의 위성 발사가 있었다. 1번 발사에 실패했다.
KH-11은 실시간 정찰이 가능한 디지털 광학 이미지를 사용하는 미국 최초의 정찰위성으로서, KH-9 필름 정찰위성을 대체했다.
허블 망원경과 모양과 크기가 비슷하다고 알려져 있다.
나사의 허블 망원경 역사에는 허블 망원경이 3 m 직경의 주반사경을 2.4 m 로 변경한 이유가, 정찰위성 제작에 비용이 덜 들기 때문이라고 서술하고 있다.
KH-11의 무게는 13,000 ~ 13,500 kg이며, 주반사경은 2.4 m 직경으로 해상도는 15 cm이다. 위성의 길이는 19.5 m, 직경은 3 m 정도로 추정된다. 디지털 정보는 미국 군사위성 데이터 시스템 네트워크를 통해 전송된다.
1990년에 KH-12 정찰위성으로 교체되기 시작했다.

## 발사기록
- 최저고도 185 마일(298 km) 최고고도 275 마일 (443 km)의 타원형 궤도를 돈다.[1]

| 이름    | 발사일                                | NSSDC ID  | 대체명칭 | 퇴역                            |
| ------- | ------------------------------------- | --------- | -------- | ------------------------------- |
| KH11-1  | 1976년 12월 19일                      | 1976-125A | OPS-5705 | 1979년 1월 28일                 |
| KH11-2  | 1978년 6월 14일                       | 1978-060A | OPS4515  | 1981년 8월 23일                 |
| KH11-3  | 1980년 2월 7일                        | 1980-010A | OPS-2581 | 1982년 10월 30일                |
| KH11-4  | 1981년 9월 3일                        | 1981-085A | OPS-3984 | 1984년 11월 23일                |
| KH11-5  | 1982년 11월 17일                      | 1982-111A | OPS-9627 | 1985년 8월 13일                 |
| KH11-6  | 1984년 12월 4일                       | 1984-122A | USA-6    | 1994년 10월 20일?               |
| KH11-7  | 1985년 8월 28일                       | 1985-F02  | USA      | failed to reach orbit           |
| KH11-8  | 1987년 10월 26일                      | 1987-090A | USA-27   | June 1992?                      |
| KH11-9  | 1988년 11월 6일                       | 1988-099A | USA-33   | May 1996                        |
| KH11-10 | 1990년 3월 1일 (deployed from STS-36) | 1990-019B | USA-53   | ? (usually identified as MISTY) |